# بر فراز حصارها
بر فراز حصارها (به روسی: Поверх барьеров) نام یک کتاب ادبی است که توسط بوریس پاسترناک، نویسندهٔ اهل روسیه نوشته شده است. این کتاب یکی از آثار مشهور ادبی جهان است.